# Фёдоров, Иван Григорьевич
Иван Григорьевич Фёдоров (1921—1983) — советский военный лётчик, генерал-майор авиации, участник Великой Отечественной войны, Герой Советского Союза (1944).

## Биография
Иван Фёдоров родился 14 августа 1921 года в посёлке Кадиевка (ныне — город Стаханов в Луганской области Украины). Окончил десять классов школы и аэроклуб. 
В 1938 году был призван на службу в Рабоче-крестьянскую Красную Армию. 
В 1940 году окончил Ворошиловградскую военную авиационную школу пилотов. С 1941 года — на фронтах Великой Отечественной войны.
К октябрю 1944 года гвардии капитан Иван Фёдоров командовал эскадрильей 30-го гвардейского авиаполка 48-й авиадивизии 8-го авиакорпуса АДД СССР. К тому времени он совершил 252 боевых вылета на бомбардировку объектов военно-промышленного комплекса противника, бомбил в том числе Данциг, Дебрецен, Хельсинки, Кёнигсберг и Будапешт. Неоднократно бомбил скопления боевой техники и живой силы противника, нанеся тому большие потери.
Указом Президиума Верховного Совета СССР от 5 ноября 1944 года за «образцовое выполнение боевых заданий командования по уничтожению живой силы и техники противника и проявленные при этом мужество и героизм» гвардии капитан Иван Фёдоров был удостоен высокого звания Героя Советского Союза с вручением ордена Ленина и медали «Золотая Звезда» за номером 5366.
После окончания войны продолжил службу в Советской Армии. В 1955 году он окончил Военно-воздушную академию имени Ю. А. Гагарина. В 1965 году в звании генерал-майора авиации Фёдоров вышел в отставку. Проживал в Киеве, работал помощником директора одного из киевских научно-производственных объединений. 
Умер 28 января 1983 года, похоронен на Лукьяновском военном кладбище Киева.
Награждён двумя орденами Ленина, двумя орденами Красного Знамени, двумя орденами Красной Звезды, рядом медалей.
Бюст Фёдорова установлен в городе Быхове Могилёвской области Белоруссии.